# Hypoleria collenettei
Hypoleria collenettei is een vlinder uit de familie Nymphalidae. De wetenschappelijke naam van de soort is voor het eerst geldig gepubliceerd in 1928 door George Talbot.